# Mijlocaș (fotbal)

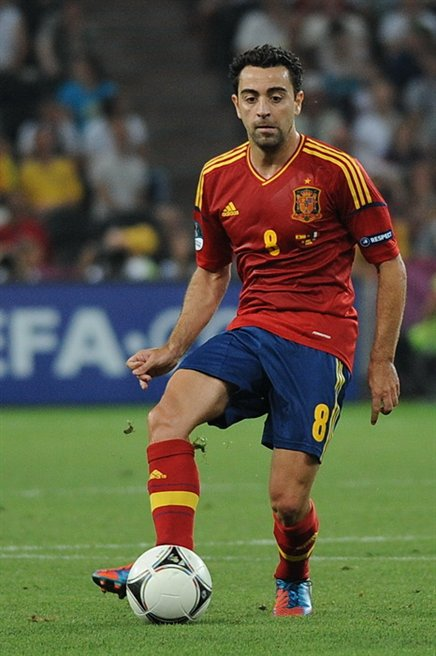
Mijlocașul ofensiv Xavi.

În fotbal, mijlocașul este jucătorul care se poziționează între atacanți și fundași. Sarcina sa principală este să recupereze mingea de la echipa adversă, să mențină posesia acesteia și să o paseze atacanților și, de asemenea, să înscrie. Unii mijlocași au un rol mai defensiv, în timp ce alții au mai multă libertate, ajungând în atacul echipei, iar alții stau mai mult la marginea terenului, având rolul de a centra, de a pasa decisiv atacanților. Numărul de mijlocași dintr-o echipă variază de la un club la altul (deși sunt între 5 și 2 de obicei) și de la un meci la altul, depinzând de alcătuirea tactică și de rolul individual al fiecărui jucător. Grupul de mijlocași dintr-o echipă se numește mijloc.

## Mijlocaș defensiv
Mijlocașul defensiv are rolul de a proteja echipa de atacurile adverse. Locul lor este în fața fundașilor. În cazul în care fundașii centrali sau laterali urcă în atac, el poate primi sarcina de a le suplini poziția.
Mijlocașul defensiv Sergio Busquets a declarat că: „Antrenorul știe că sunt un jucător disciplinat căruia îi place să ajute, și dacă trebuie să alerg până în bandă pentru a acoperi poziția cuiva, e în regulă.”

## Mijlocaș ofensiv
Mijlocașul ofensiv, care se află între mijlocașii defensivi și atacanți, are rolul de a furniza baloane și pase decisive atacanților. Același rol îl au și mijlocașii laterali.